# 普里莫·巴兰
普里莫·巴兰（義大利語：Primo Baran，1943年4月1日—），意大利男子赛艇运动员。他曾代表意大利参加1968年、1972年和1976年夏季奥林匹克运动会赛艇比赛，其中1968年奥运会获得一枚金牌。